# Biathlon-Europameisterschaften 2024
Die Biathlon-Europameisterschaften 2024 (offiziell: IBU Open European Championships Biathlon 2024) fanden vom 21. bis zum 28. Januar 2024 im Nationalen Biathlonzentrum der Slowakei in Osrblie statt. Nach 2012 wurden die Europameisterschaften zum zweiten Mal dort ausgerichtet.
Da Biathlon-Europameisterschaften als „offene“ Wettkämpfe ausgetragen werden, war das Teilnehmerfeld nicht auf Athleten aus Europa begrenzt. Einzelathleten und Mannschaften aus Nord- und Südamerika, Asien und Australien nahmen auch an den Wettkämpfen teil. Die Meisterschaften waren der Höhepunkt der Saison 2023/24 des IBU-Cups. Die Ergebnisse der Rennen flossen auch in die Gesamtwertungen des IBU-Cups mit ein.
Die dreifache Olympiasiegerin Anastasiya Kuzmina gab aus Anlass der Europameisterschaften in ihrem Heimatland ein Comeback als aktive Athletin. Erfolgreichste Sportler der Wettkämpfe waren die Norweger Isak Frey und Maren Kirkeeide.
Die Biathlon-Junioreneuropameisterschaften 2024 wurden getrennt von den Europameisterschaften vom 5. bis 11. Februar im polnischen Jakuszyce ausgetragen.

## Medaillenspiegel
| Platz | Land       | Gold | Silber | Bronze | Gesamt |
| ----- | ---------- | ---- | ------ | ------ | ------ |
| 1.    | Norwegen   | 6    | 5      | 2      | 13     |
| 2.    | Frankreich | 1    | 1      | 2      | 4      |
| 3.    | Schweden   | 1    | –      | –      | 1      |
| 4.    | Moldau     | –    | 1      | –      | 1      |
| 4.    | Rumänien   | –    | 1      | –      | 1      |
| 6.    | Italien    | –    | –      | 1      | 1      |
| 6.    | Österreich | –    | –      | 1      | 1      |
| 6.    | Slowakei   | –    | –      | 1      | 1      |
| 6.    | Ukraine    | –    | –      | 1      | 1      |

## Zeitplan
| Datum            | Männer | Männer                                   | Frauen                                   | Frauen                                   |
| ---------------- | ------ | ---------------------------------------- | ---------------------------------------- | ---------------------------------------- |
| 24. Januar (Mi.) | 10:30  | Einzel (20 km)                           | 14:30                                    | Einzel (15 km)                           |
| 26. Januar (Fr.) | 11:00  | Sprint (10 km)                           | 14:30                                    | Sprint (7,5 km)                          |
| 27. Januar (Sa.) | 11:00  | Verfolgung (12,5 km)                     | 14:00                                    | Verfolgung (10 km)                       |
| 28. Januar (So.) | 10:45  | Mixed-Staffel (4 × 6 km)                 | Mixed-Staffel (4 × 6 km)                 | Mixed-Staffel (4 × 6 km)                 |
| 28. Januar (So.) | 14:00  | Single-Mixed-Staffel (4 × 3 km + 1,5 km) | Single-Mixed-Staffel (4 × 3 km + 1,5 km) | Single-Mixed-Staffel (4 × 3 km + 1,5 km) |

## Ergebnisse

### Männer

#### Einzel 20 km
| Platz | Sportler             | Schießfehler | Zeit        |
| ----- | -------------------- | ------------ | ----------- |
| 1     | Vebjørn Sørum        | 0+0+0+0      | 51:32,7 min |
| 2     | Johan-Olav Botn      | 2+0+0+0      | +1:09,7     |
| 3     | Martin Uldal         | 0+0+0+1      | +1:44,9     |
| 4     | Martin Nevland       | 1+0+0+0      | +1:57,9     |
| 5     | Isak Frey            | 0+0+0+1      | +2:13,1     |
| 6     | Vincent Bonacci      | 0+0+0+0      | +2:27,9     |
| 7     | Mats Øverby          | 0+2+0+0      | +2:48,5     |
| 8     | Malte Stefansson     | 1+1+0+0      | +3:16,9     |
| 9     | Andrejs Rastorgujevs | 0+1+0+2      | +3:28,6     |
| 10    | Maxime Germain       | 1+0+0+0      | +3:45,7     |

Start: Mittwoch, 24. Januar 2024, 10:30 Uhr
Gemeldet: 119 Athleten; nicht am Start (DNS): 7; nicht im Ziel (DNF): 1

#### Sprint 10 km
| Platz | Sportler             | Schießfehler | Zeit        |
| ----- | -------------------- | ------------ | ----------- |
| 1     | Antonin Guigonnat    | 0+0          | 22:51,9 min |
| 2     | Johan-Olav Botn      | 1+1          | +14,5       |
| 3     | Isak Frey            | 1+0          | +16,7       |
| 4     | Andrejs Rastorgujevs | 0+1          | +25,5       |
| 5     | Vebjørn Sørum        | 0+2          | +32,3       |
| 6     | Théo Guiraud-Poillot | 1+0          | +32,9       |
| 7     | Mats Øverby          | 1+0          | +36,0       |
| 8     | Martin Uldal         | 0+1          | +36,2       |
| 9     | Daniele Cappellari   | 0+0          | +47,6       |
| 10    | Martin Nevland       | 0+1          | +48,9       |

Start: Freitag, 26. Januar 2024, 11:00 Uhr
Gemeldet: 132 Athleten; nicht am Start (DNS): 4; nicht im Ziel (DNF): 1

#### Verfolgung 12,5 km
| Platz | Sportlerin           | Schießfehler | Zeit        |
| ----- | -------------------- | ------------ | ----------- |
| 1     | Isak Frey            | 1+0+0+2      | 32:42,1 min |
| 2     | Dmitri Schamajew     | 0+0+0+0      | +12,3       |
| 3     | Antonin Guigonnat    | 1+0+4+0      | +26,0       |
| 4     | Vebjørn Sørum        | 0+0+4+2      | +50,8       |
| 5     | Mats Øverby          | 1+0+1+2      | +58,5       |
| 6     | Martin Nevland       | 2+1+1+0      | +1:04,1     |
| 7     | Dmytro Pidrutschnyj  | 0+0+1+1      | +1:10,1     |
| 8     | Martin Uldal         | 0+1+0+4      | +1:19,1     |
| 9     | Théo Guiraud-Poillot | 1+1+3+0      | +1:21,4     |
| 10    | Renārs Birkentāls    | 0+1+0+0      | +1:22,0     |

Start: Samstag, 27. Januar 2024, 11:00 Uhr
Gemeldet: 60 Athleten; nicht am Start (DNS): 5; nicht im Ziel (DNF): 1

### Frauen

#### Einzel 15 km
| Platz | Sportlerin          | Schießfehler | Zeit        |
| ----- | ------------------- | ------------ | ----------- |
| 1     | Maren Kirkeeide     | 0+0+0+0      | 41:26,2 min |
| 2     | Alina Stremous      | 0+0+0+0      | +46,5       |
| 3     | Ema Kapustová       | 0+0+0+0      | +59,1       |
| 4     | Ida Lien            | 1+0+0+2      | +2:03,4     |
| 5     | Marion Wiesensarter | 0+0+1+0      | +2:04,8     |
| 6     | Annie Lindh         | 0+0+0+0      | +2:10,4     |
| 7     | Lidia Žurauskaitė   | 0+1+0+0      | +2:11,5     |
| 8     | Beatrice Trabucchi  | 0+0+1+0      | +2:15,2     |
| 9     | Océane Michelon     | 0+1+0+1      | +2:15,8     |
| 10    | Stefanie Scherer    | 0+0+0+1      | +2:23,1     |

Start: Mittwoch, 24. Januar 2024, 14:30 Uhr
Gemeldet: 103 Athletinnen; nicht am Start (DNS): 2; nicht im Ziel (DNF): 4

#### Sprint 7,5 km
| Platz | Sportler               | Schießfehler | Zeit        |
| ----- | ---------------------- | ------------ | ----------- |
| 1     | Ida Lien               | 0+0          | 19:11,5 min |
| 2     | Maren Kirkeeide        | 0+0          | +14,0       |
| 3     | Chrystyna Dmytrenko    | 0+0          | +35,3       |
| 4     | Anna-Karin Heijdenberg | 0+0          | +40,8       |
| 5     | Jenny Enodd            | 0+0          | +40,9       |
| 6     | Emilie Kalkenberg      | 0+1          | +43,8       |
| 7     | Alina Stremous         | 1+0          | +50,2       |
| 8     | Lea Meier              | 0+1          | +50,6       |
| 9     | Océane Michelon        | 1+0          | +50,8       |
| 10    | Linda Zingerle         | 0+0          | +51,4       |

Start: Freitag, 26. Januar 2024, 14:30 Uhr
Gemeldet: 119 Athletinnen; nicht am Start (DNS): 6; nicht im Ziel (DNF): 1

#### Verfolgung 10 km
| Platz | Sportlerin               | Schießfehler | Zeit        |
| ----- | ------------------------ | ------------ | ----------- |
| 1     | Maren Kirkeeide          | 1+0+0+1      | 29:49,9 min |
| 2     | Emilie Kalkenberg        | 1+0+0+1      | +11,1       |
| 3     | Océane Michelon          | 0+1+0+1      | +27,1       |
| 4     | Ida Lien                 | 0+0+2+2      | +28,5       |
| 5     | Marlene Fichtner         | 0+0+0+0      | +35,9       |
| 6     | Johanna Skottheim        | 0+0+2+0      | +49,9       |
| 7     | Anastassija Merkuschyna  | 0+0+0+0      | +57,3       |
| 8     | Marthe Kråkstad Johansen | 0+0+1+1      | +58,5       |
| 9     | Anna Andexer             | 0+0+1+1      | +1:10,5     |
| 10    | Lea Meier                | 0+1+1+2      | +1:26,9     |

Start: Samstag, 27. Januar 2024, 14:00 Uhr
Gemeldet: 60 Athletinnen; nicht am Start (DNS): 5; nicht im Ziel (DNF): 1; disqualifiziert (DSQ): 1

### Mixedbewerbe

#### Mixedstaffel
| Platz | Land        | Sportler                                                                        | Zeit      | Strafrunden + Nachlader         |
| ----- | ----------- | ------------------------------------------------------------------------------- | --------- | ------------------------------- |
| 1     | Norwegen    | Isak Frey Johan-Olav Botn Ida Lien Maren Kirkeeide                              | 1:03:40,9 | 0+0 0+0 0+0 1+3 0+0 0+0 0+1 0+3 |
| 2     | Frankreich  | Théo Guiraud-Poillot Antonin Guigonnat Océane Michelon Camille Bened            | +25,1     | 1+3 0+0 0+1 0+0 0+1 0+1 0+0 0+1 |
| 3     | Italien     | Nicola Romanin Nicolò Betemps Beatrice Trabucchi Hannah Auchentaller            | +46,8     | 0+0 0+0 0+0 0+1 0+1 0+0 0+2 0+1 |
| 4     | Schweden    | Viktor Brandt Peppe Femling Johanna Skottheim Anna-Karin Heijdenberg            | +1:46,2   | 0+1 1+3 1+3 0+0 0+3 0+1 0+1 0+3 |
| 5     | Deutschland | Lucas Fratzscher David Zobel Stefanie Scherer Marion Wiesensarter               | +2:09,9   | 0+0 1+3 1+3 0+3 0+0 0+0 0+1 0+0 |
| 6     | Österreich  | Magnus Oberhauser Fredrik Mühlbacher Dunja Zdouc Lea Rothschopf                 | +2:33,7   | 0+2 0+2 1+3 0+2 0+0 0+1 1+3 0+2 |
| 7     | Schweiz     | Sandro Bovisi Dajan Danuser Lydia Hiernickel Flurina Volken                     | +2:56,6   | 0+2 0+0 0+0 0+0 0+3 0+1 0+1 2+3 |
| 8     | Litauen     | Tomas Kaukėnas Vytautas Strolia Judita Traubaitė Natalija Kočergina             | +4:41,3   | 0+2 1+3 0+0 0+1 0+0 1+3 0+1 0+0 |
| 9     | Ukraine     | Witalij Mandsyn Dmytro Pidrutschnyj Chrystyna Dmytrenko Anastassija Merkuschyna | +5:07,7   | 0+1 0+0 0+2 1+3 0+0 0+1 3+3 0+2 |
| 10    | Slowakei    | Tomáš Sklenárik Damián Cesnek Anastasiya Kuzmina Mária Remeňová                 | +5:07,7   | 0+2 1+3 0+3 0+1 0+1 0+1 2+3 0+1 |

Start: Sonntag, 28. Januar 2024, 10:45 Uhr
Gemeldet und am Start: 25 Nationen; überrundet (LAP): 10

#### Single-Mixed-Staffel
| Platz | Land        | Sportler                          | Zeit    | Strafrunden + Nachlader             |
| ----- | ----------- | --------------------------------- | ------- | ----------------------------------- |
| 1     | Schweden    | Anton Ivarsson Sara Andersson     | 34:34,7 | 0+1 0+2 / 0+0 0+0 0+1 0+0 / 0+0 0+2 |
| 2     | Norwegen    | Vebjørn Sørum Emilie Kalkenberg   | +16,6   | 0+2 0+1 / 0+1 0+3 0+1 0+2 / 0+1 1+3 |
| 3     | Österreich  | Patrick Jakob Kristina Oberthaler | +21,0   | 0+0 0+2 / 0+0 0+3 0+0 0+2 / 0+0 0+2 |
| 4     | Moldau      | Maxim Makarow Alina Stremous      | +22,5   | 0+1 0+0 / 0+1 0+2 0+1 0+1 / 0+0 0+0 |
| 5     | Italien     | Daniele Cappellari Linda Zingerle | +42,9   | 0+2 0+0 / 0+1 0+1 0+1 0+2 / 0+1 0+2 |
| 6     | Schweiz     | Gion Stalder Lea Meier            | +1:04,5 | 0+0 0+2 / 0+0 1+3 0+2 0+0 / 0+1 0+2 |
| 7     | Deutschland | Simon Kaiser Marlene Fichtner     | +1:12,4 | 0+0 0+1 / 1+3 0+2 0+1 0+1 / 0+0 0+1 |
| 8     | Ukraine     | Anton Dudtschenko Anna Krywonos   | +1:15,4 | 0+2 0+0 / 0+0 0+1 0+1 0+2 / 0+0 0+1 |
| 9     | Frankreich  | Émilien Claude Anaëlle Bondoux    | +1:32,7 | 0+3 0+1 / 0+2 0+2 1+3 0+1 / 0+0 0+1 |
| 10    | Litauen     | Maksim Fomin Lidia Žurauskaitė    | +2:04,1 | 0+0 0+0 / 0+0 0+0 0+0 0+2 / 0+0 1+3 |

Start: Sonntag, 28. Januar 2024, 14:00 Uhr
Gemeldet und am Start: 25 Nationen; überrundet (LAP): 4